# Eneko Goia
Eneko Goia Laso (San Sebastián, Guipúzcoa, 30 de octubre de 1971) es un político español, alcalde de San Sebastián desde 2015 y anteriormente parlamentario en el Parlamento Vasco y Diputado Foral en Guipúzcoa.

## Biografía
Nació en San Sebastián el 30 de octubre de 1971, en el céntrico barrio de Amara, donde ha vivido la mayor parte de su vida, formando un gran núcleo familiar con sus abuelos, padres y hermana. En la misma capital de Guipúzcoa pasó su infancia y juventud, cursando estudios en la Ikastola Ikasbide y Barandiaran Lizeoa.
Una vez finalizados sus estudios primarios y secundarios, se licenció en Derecho por la Universidad del País Vasco y se diplomó más tarde en Derecho de la Unión Europea en la Universidad de Deusto. Ha sido profesor en el Instituto de Marketing del País Vasco durante casi diez años, impartiendo clases de Derecho, Comercio Exterior y Derecho Laboral.
En la actualidad vive en la ciudad de San Sebastián (Guipúzcoa), está casado y tiene tres hijos.

## Trayectoria política
Su actividad política comenzó en 1991. Tras afiliarse al Partido Nacionalista Vasco (PNV), ejerció cargos orgánicos dentro de su organización juvenil EGI y, más tarde, fue miembro de la ejecutiva guipuzcoana del PNV.
En 2005 fue elegido diputado en el Parlamento Vasco por el PNV. Ocupó dicha responsabilidad pública hasta 2007, cuando Markel Olano, entonces presidente de la Diputación Foral de Guipúzcoa, le integró en su equipo de gobierno. Goia ejerció el cargo de Diputado Foral de Infraestructuras Varias y la portavocía hasta 2011.
En 2011 se presentó por primera vez como candidato del PNV a las elecciones municipales de San Sebastián, obteniendo un 17,93% de los votos y 6 concejales.
Repitió como candidato a la alcaldía en las elecciones municipales de 2015. El PNV ganó las elecciones con el 29,65% de los votos y 9 concejales. Tras firmar un pacto de gobierno con el PSE-EE, Goia fue elegido alcalde, algo que no conseguía el PNV desde 1983.
En 2019 se presentó a la reelección de la alcaldía. El PNV obtuvo un 35,46% de votos y 10 concejales en el ayuntamiento, mejorando los resultados obtenidos anteriormente. Goia volvió a ser alcalde reeditando el pacto con el PSE-EE. En 2023 volvió a ser reelegido alcalde.